# Vaucogne
Vaucogne é uma comuna francesa na região administrativa de Grande Leste, no departamento de Aube. Estende-se por uma área de 16,51 km². Em 2010 a comuna tinha 78 habitantes (densidade: 4,7 hab./km²).